# Челаре
Челаре (слч. Čeláre) насељено је мјесто са административним статусом сеоске општине (слч. obec) у округу Вељки Кртиш, у Банскобистричком крају, Словачка Република.

## Становништво
| Година:    | 1994. | 2004.   | 2014.   | 2024.   |
| ---------- | ----- | ------- | ------- | ------- |
| Број људи: | 530   | 515     | 475     | 512     |
| Разлика:   |       | -2,83 % | -7,76 % | +7,78 % |

| Година:    | 2023. | 2024.   |
| ---------- | ----- | ------- |
| Број људи: | 501   | 512     |
| Разлика:   |       | +2,19 % |

Према подацима о броју становника из 2011. године насеље је имало 472 становника.